# Битка код Бомона
Битка код Бомона одиграла се 30. августа 1870. године француске и пруско-баварске војске. Битка је део Француско-пруског рата и завршена је победом Пруса.

## Битка
Француска Шалонска армија под Мак Маоном кренула је од Шалон-сир-Марна заобилазно према североистоку у помоћ својој главној армији блокираној у Мецу. Немачке армије упућене су према Шалон-сир-Марну да је нападну, али су се окренуле према северу када се сазнало за њен покрет. Два корпуса немачке Маске армије изненадили су 30. августа француску 5. колону у логорима око Бомона. Покушаји Француза да зауставе надирање Немаца на положајима око Бомона нису успели; морали су се повући на десну обалу Мезе. Французи су изгубили око 6200 људи, од тога 2000 заробљеника и 39 топова, а Немци 3529 људи. Овај пораз уверио је Мак Маона да покрет према истоку није више могућ, па се повукао ка Седану, где је 1. септембра присиљен на капитулацију.